# Аустрија на Летњим олимпијским играма 2012.
Аустрија је учествовала на Летњим олимпијским играма 2012. одржаним у Лондону од 27. јула до 12. августа 2012. Ово је било 26. учешће Аустрије на Летњим играма. Пропуштене су само Игре 1920. у Антверпену.
Аустријски олимпијски комитет је на игре у Лондону послао делегацију од 70 спортиста, 39 мушкараца и 31 жена, који су се такмичили у 19 спортова. По први пут од Олимпијских игара у Токију у 1964, Аустрија је остала без медаље.
Најстарији учесник у делегацији Аустрије био је светски првак, шетоструки учесник олимпијских игара стрелац Томас Фарник са 45 година и 213 дана, а најмлађа пливачица Лиза Цајзер 17 година и 342 дана.
На церемонији свечаног отварања 27. јула 2012, националну заставу је носио пливач Маркус Роган, а на затварању атлетичарка Беате Шрот.

## Учесници по спортовима
| Спорт               | Мушкарци | Жене | Укупно |
| ------------------- | -------- | ---- | ------ |
| Атлетика            | 3        | 4    | 7      |
| Бадминтон           | 1        | 1    | 2      |
| Бициклизам          | 4        | 1    | 5      |
| Гимнастика          | 1        | 1    | 2      |
| Једрење             | 6        | 2    | 8      |
| Кајак и кану        | 1        | 3    | 4      |
| Коњички спорт       | 1        | 2    | 3      |
| Мачевање            | 1        | 0    | 1      |
| Модерни петобој     | 1        | 0    | 1      |
| Одбојка на песку    | 2        | 2    | 4      |
| Пливање             | 7        | 4    | 11     |
| Ритмичка гимнастика | 0        | 1    | 1      |
| Рвање               | 1        | 0    | 1      |
| Синхроно пливање    | 0        | 2    | 2      |
| Стони тенис         | 3        | 3    | 6      |
| Стрељаштво          | 3        | 1    | 4      |
| Тенис               | 2        | 1    | 3      |
| Триатлон            | 1        | 1    | 2      |
| Џудо                | 1        | 2    | 3      |
| Укупно(19)          | 39       | 31   | 70     |

| Спорт   | Дисциплина   | Муш. /Жене | Резултат | Спортиста   |
| ------- | ------------ | ---------- | -------- | ----------- |
| Пливање | 200 м делфин | М          | 1:54,35  | Динко Јукић |

## Резултати по спортовима

### Атлетика
Мушкарци
| Атлетичар         | Дисциплина   | Лични рекорд | Група    | Група      | Полуфинале       | Полуфинале       | Финале           | Финале       | Детаљи |
| Атлетичар         | Дисциплина   | Лични рекорд | Резултат | Место      | Резултат         | Место            | Резултат         | Место        | Детаљи |
| ----------------- | ------------ | ------------ | -------- | ---------- | ---------------- | ---------------- | ---------------- | ------------ | ------ |
| Андреас Војта     | 1.500 м      | 3:37,82      | 3:43,52  | 12 у гр. 3 | Није се пласирао | Није се пласирао | Није се пласирао | 36/43 (44)   |        |
| Гинтер Вајдлингер | маратон      | 2:10:47 НР   |          |            |                  |                  | Није завршио     | Није завршио |        |
| Герфард Мајер     | Бацање диска | 65,24 НР     | 60,81    | 14 у гр. Б |                  |                  | Није се пласирао | 24 /41       | , []   |

Жене
| Атлетичарка    | Дисциплина    | Лични рекорд | Група    | Група       | Полуфинале | Полуфинале  | Финале            | Финале         | Детаљи |
| Атлетичарка    | Дисциплина    | Лични рекорд | Резултат | Место       | Резултат   | Место       | Резултат          | Место          | Детаљи |
| -------------- | ------------- | ------------ | -------- | ----------- | ---------- | ----------- | ----------------- | -------------- | ------ |
| Беате Шрот     | 100 м препоне | 12,82 НР     | 13,09    | 1 у гр 2 КВ | 12,83      | 2 у гр 1 КВ | 13,07             | 8 / 46 (50)    | ,      |
| Андреа Маир    | маратон       | 2:30:43 НР   |          |             |            |             | 2:34:51           | 54 / 107 (118) | ,      |
| Елизабет Еберл | Бацање копља  | 60,07        | 49,66    | 17 у гр А   |            |             | Није се пласирала | 37/38 (42)     | ,      |

седмобој
| Атлетичарка | Дисциплина | 100 пр.  | СВ       | БКу      | 200 м    | СД       | БКо      | 800 м    | Укупно | Место       | Детаљи |
| ----------- | ---------- | -------- | -------- | -------- | -------- | -------- | -------- | -------- | ------ | ----------- | ------ |
| Ивона Дадић | Резултат   | 14,58    | 1,80 ЛР  | 12,19    | 23,96    | 6,00     | 41,82 ЛР | 2:15,90  | 5.935  | 25 /32 (37) |        |
| Ивона Дадић | Бодови     | 898 (38) | 978 (33) | 674 (36) | 953 (28) | 850 (26) | 702 (28) | 880 (25) | 5.935  | 25 /32 (37) |        |
| Ивона Дадић | ЛР         | 14,55    | 1,79     | 12,45    | 24,29    | 6,30     | 36,22    | 2:10,67  | 5.959  |             |        |

### Бадминтон

#### Мушкарци
| Такмичар          | Дисциплина       | Групни део                            | Групни део                          | Групни део | Осмина финала    | Четвртфин.       | Полуфин.         | Финале           | Финале           | Детаљи |
| Такмичар          | Дисциплина       | Против. Рез.                          | Против. Рез.                        | Пласман    | Против. Рез.     | Против. Рез.     | Против. Рез.     | Против. Рез.     | Пласман          | Детаљи |
| ----------------- | ---------------- | ------------------------------------- | ----------------------------------- | ---------- | ---------------- | ---------------- | ---------------- | ---------------- | ---------------- | ------ |
| Михаел Ланштајнер | муш. појединачно | Сантосо (INA) · Пор 0:2 (11:21, 7:21) | Муст (EST) · Пор 0:2 (14:21, 18:21) | 3 у гр. Б  | Није се пласирао | Није се пласирао | Није се пласирао | Није се пласирао | Није се пласирао |        |

Група Б
| Играч                      | ИГ | Д | И | ОС | ИС | ОП | ИП | ПР  | Б |
| -------------------------- | -- | - | - | -- | -- | -- | -- | --- | - |
| Симон Сантосо Индонезија   | 2  | 2 | 0 | 4  | 0  | 84 | 38 | +46 | 2 |
| Раул Муст Естонија         | 2  | 1 | 1 | 2  | 2  | 62 | 74 | -12 | 1 |
| Михаел Ланштајнер Аустрија | 2  | 0 | 2 | 0  | 4  | 50 | 84 | -34 | 0 |

#### Жене
| Такмичарка  | Дисциплина       | Групни део                           | Групни део                             | Групни део | Осмина финала     | Четвртфин.        | Полуфин.          | Финале            | Финале            | Детаљи |
| Такмичарка  | Дисциплина       | Против. Рез.                         | Против. Рез.                           | Пласман    | Против. Рез.      | Против. Рез.      | Против. Рез.      | Против. Рез.      | Пласман           | Детаљи |
| ----------- | ---------------- | ------------------------------------ | -------------------------------------- | ---------- | ----------------- | ----------------- | ----------------- | ----------------- | ----------------- | ------ |
| Симоне Пруч | жене појединачно | Јигит (TUR) · Пор 0:2 (18:21, 10:21) | Шао-чиех (TPE) · Пор 0:2 (11:21, 9:21) | 3 у гр. Б  | Није се пласирала | Није се пласирала | Није се пласирала | Није се пласирала | Није се пласирала |        |

Група Ц
| Играч                        | ИГ | Д | И | ОС | ИС | ОП | ИП | ПР  | Б |
| ---------------------------- | -- | - | - | -- | -- | -- | -- | --- | - |
| Ченг Шао-чиех Кинески Тајпеј | 2  | 2 | 0 | 4  | 0  | 84 | 36 | +48 | 2 |
| Неслихан Јигит Турска        | 2  | 1 | 1 | 2  | 2  | 58 | 70 | -12 | 1 |
| Симоне Пруч Аустрија         | 2  | 0 | 2 | 0  | 4  | 48 | 84 | -36 | 0 |

### Бициклизам

#### Друмски бициклизам
Мушкарци
| Бициклиста     | Дисциплина   | Време   | Пласман        | Детаљи |
| -------------- | ------------ | ------- | -------------- | ------ |
| Бернхард Ајсел | Друмска трка | 5:46:37 | 36. /110 (144) |        |
| Данијел Шорн   | Друмска трка | 5:46:37 | 81. /110 (144) |        |

#### Брдски бициклизам
Мушкарци
| Бициклиста         | Дисциплина  | Време   | Пласман       | Детаљи |
| ------------------ | ----------- | ------- | ------------- | ------ |
| Александер Гебауер | Крос контри | 1:31:16 | 9. / 42 (50)  |        |
| Карл Маркт         | Крос контри | 1:33:18 | 20. / 42 (50) |        |

Жене
| Бициклиста   | Дисциплина  | Време   | Пласман       | Детаљи |
| ------------ | ----------- | ------- | ------------- | ------ |
| Елизабет Осл | Крос контри | 1:36:47 | 15. / 28 (31) |        |

### Гимнастика
Мушкарци
| Гимнастичар       | Дисциплина | Квалификације | Квалификације | Квалификације | Квалификације | Квалификације | Квалификације | Квалификације | Квалификације | Финале           | Финале           | Финале           | Финале           | Финале           | Финале           | Финале           | Финале       | Детаљи |
| Гимнастичар       | Дисциплина | Појединачно   | Појединачно   | Појединачно   | Појединачно   | Појединачно   | Појединачно   | Укупно        | Пласман       | Појединачно      | Појединачно      | Појединачно      | Појединачно      | Појединачно      | Појединачно      | Укупно           | Пласман      | Детаљи |
| ПА                | Ко         | Кр            | Пр            | Ра            | Вр            | ПА            | Ко            | Укупно        | Пласман       | Кр               | Пр               | Ра               | Вр               |                  |                  | Укупно           | Пласман      |        |
| ----------------- | ---------- | ------------- | ------------- | ------------- | ------------- | ------------- | ------------- | ------------- | ------------- | ---------------- | ---------------- | ---------------- | ---------------- | ---------------- | ---------------- | ---------------- | ------------ | ------ |
| Фабијан Лајмленер | вишебој    | 12,966 (66)   | 12,100 (65)   | 13,633 (60)   | 14,966        | 14,200 (49)   | 13,533 (54)   | 81,398        | 39            | Није се пласирао | Није се пласирао | Није се пласирао | Није се пласирао | Није се пласирао | Није се пласирао | Није се пласирао | 39 / 41 (71) |        |

Жене
| Гимнастичарка | Дисциплина | Квалификације | Квалификације | Квалификације | Квалификације | Квалификације | Квалификације | Финале            | Финале            | Финале            | Финале            | Финале            | Финале     | Детаљи |
| Гимнастичарка | Дисциплина | Појединачно   | Појединачно   | Појединачно   | Појединачно   | Укупно        | Пласман       | Појединачно       | Појединачно       | Појединачно       | Појединачно       | Укупно            | Пласман    | Детаљи |
| Гимнастичарка | Дисциплина | ПА            | Пр            | Др            | Гр            | Укупно        | Пласман       | ПА                | Пр                | Др                | Гр                | Укупно            | Пласман    |        |
| ------------- | ---------- | ------------- | ------------- | ------------- | ------------- | ------------- | ------------- | ----------------- | ----------------- | ----------------- | ----------------- | ----------------- | ---------- | ------ |
| Барбара Гасер | вишебој    | 12,133 (75)   | 13,700        | 12,800 (59)   | 12,000 (68)   | 50,633        | 46            | Није се пласирала | Није се пласирала | Није се пласирала | Није се пласирала | Није се пласирала | 46/60 (82) |        |

### Једрење

#### Мушкарци
| Такмичар                         | Дисциплина | Трке | Трке | Трке | Трке | Трке | Трке | Трке | Трке | Трке | Трке | Трке | Резултат | Пласман | Детаљи |
| Такмичар                         | Дисциплина | 1    | 2    | 3    | 4    | 5    | 6    | 7    | 8    | 9    | 10   | 11   | Резултат | Пласман | Детаљи |
| -------------------------------- | ---------- | ---- | ---- | ---- | ---- | ---- | ---- | ---- | ---- | ---- | ---- | ---- | -------- | ------- | ------ |
| Андреас Грицер                   | Ласер      | 6    | 20   | 22   | 16   | 6    | 28   | 23   | 22   | 32   | 16   | ЕЛ   | 158      | 20 /49  |        |
| Флоријан Раудашл                 | Фин        | 6    | 19   | 23   | 24   | 25   | 15   | 21   | 24   | 24   | 23   | ЕЛ   | 179      | 23/24   |        |
| Флоријан Рајхштетер Матијас Шмид | 470        | 1    | 4    | 7    | 19   | 4    | 16   | 24   | 10   | 14   | 14   | 18   | 107      | 9 /27   |        |

#### Жене
| Такмичарка                   | Дисциплина | Трке | Трке | Трке | Трке | Трке | Трке | Трке | Трке | Трке | Трке | Трке | Резултат | Пласман | Детаљи |
| Такмичарка                   | Дисциплина | 1    | 2    | 3    | 4    | 5    | 6    | 7    | 8    | 9    | 10   | 11   | Резултат | Пласман | Детаљи |
| ---------------------------- | ---------- | ---- | ---- | ---- | ---- | ---- | ---- | ---- | ---- | ---- | ---- | ---- | -------- | ------- | ------ |
| Ева-Марија Шимак Лара Валдау | 470        | 20   | 15   | 15   | 15   | 18   | 13   | 20   | 18   | 10   | 19   | ЕЛ   | 143      | 20 / 20 |        |

#### Отворено
| Такмичари                   | Дисциплина | Трке | Трке | Трке | Трке | Трке | Трке | Трке | Трке | Трке | Трке | Трке | Трке | Трке | Трке | Трке | Трке | Резултат | Пласман | Детаљи |
| Такмичари                   | Дисциплина | 1    | 2    | 3    | 4    | 5    | 6    | 7    | 8    | 9    | 10   | 11   | 12   | 13   | 14   | 15   | МТ   | Резултат | Пласман | Детаљи |
| --------------------------- | ---------- | ---- | ---- | ---- | ---- | ---- | ---- | ---- | ---- | ---- | ---- | ---- | ---- | ---- | ---- | ---- | ---- | -------- | ------- | ------ |
| Нико Деле-Карт Николаус Реш | 49         | 10   | 15   | 6    | 5    | 5    | 16   | 4    | 19   | 4    | 9    | 6    | 17   | 11   | 4    | 4    | 2    | 118      | 4 /20   |        |

### Кајак и кану

#### Кајак и кану на мирним водама
Жене
| Спортисти                   | Дисциплина | Група    | Група        | Полуфинале | Полуфинале  | Финале   | Финале  | Детаљи |  |
| Спортисти                   | Дисциплина | Време    | Место        | Време      | Место       | Време    | Пласман | Детаљи |  |
| --------------------------- | ---------- | -------- | ------------ | ---------- | ----------- | -------- | ------- | ------ |  |
| Ивон Шуринг Викрорија Шварц | К-2 500 м  | 1:46,374 | 4 у гр. 3 КВ | 1:42,317   | 2 у пф.2 КВ | 1:44,785 | 5 у АФ  | 5 /17  |  |

#### Кајак и кану на дивљим водама
Жене
| Спортиста    | Дисциплина | Квалификацје | Квалификацје | Квалификацје | Квалификацје | Квалификацје | Квалификацје | Полуфинале | Полуфинале | Финале | Финале | Детаљи |
| Спортиста    | Дисциплина | 1. трка      | Место        | 2. трка      | Место        | Боље         | Место        | Време      | Место      | Време  | Место  | Детаљи |
| ------------ | ---------- | ------------ | ------------ | ------------ | ------------ | ------------ | ------------ | ---------- | ---------- | ------ | ------ | ------ |
| Корина Кунле | К-1 слалом | 160,06       | 16           | 101,77       | 5            | 101,77       | 7 КВ         | 111,07     | 5 КВ       | 119,30 | 8 / 21 |        |

Мушкарци
| Спортиста       | Дисциплина | Квалификацје | Квалификацје | Квалификацје | Квалификацје | Квалификацје | Квалификацје | Полуфинале | Полуфинале | Финале | Финале | Детаљи |
| Спортиста       | Дисциплина | 1. трка      | Место        | 2. трка      | Место        | Боље         | Место        | Време      | Место      | Време  | Место  | Детаљи |
| --------------- | ---------- | ------------ | ------------ | ------------ | ------------ | ------------ | ------------ | ---------- | ---------- | ------ | ------ | ------ |
| Хелмут Облингер | К-1        | 88,81        | 5            | 92,66        | 14           | 88,81        | 10 КВ        | 98.99      | 7 КВ       | 104,28 | 8 /22  |        |

### Коњички спорт
Дресура
| Такмичар              | Коњ       | Дисциплина  | ГП     | ГП    | ГПС               | ГПС               | ГПСл              | ГПСл              | Финале            | Финале            | Детаљи |
| Такмичар              | Коњ       | Дисциплина  | Рез.   | Место | Рез               | Место             | Технички          | Уметнички         | Рез               | Пласман           | Детаљи |
| --------------------- | --------- | ----------- | ------ | ----- | ----------------- | ----------------- | ----------------- | ----------------- | ----------------- | ----------------- | ------ |
| Викторија Макс Тојрер | Аугустин  | Појединачно | 73,267 | 17 КВ | 73,619            | 17 КВ             | 76,393            | 81,714            | 79,053            | 13 / 50           |        |
| Ренате Фоглсанг       | Фабријано | Појединачно | 69,635 | 34    | Није се пласирала | Није се пласирала | Није се пласирала | Није се пласирала | Није се пласирала | Није се пласирала |        |

Вишебој
| Такмичар      | Коњ      | Дресура    | Крос       | Прескакање препона квал. | Прескакање препона фин. | Пласман          | Детаљи |
| ------------- | -------- | ---------- | ---------- | ------------------------ | ----------------------- | ---------------- | ------ |
| Харалд Амброс | O-Feltiz | 69,50 (71) | елиминисан | Није се пласирао         | Није се пласирао        | Није се пласирао |        |

### Мачевање
Мушкарци
| Такмичар      | Дисциплина         | коло 64            | Round of 32                | Осмина финала      | Четвртфинале       | Полуфинале         | Финале / БМ        | Финале / БМ | Детаљи |
| Такмичар      | Дисциплина         | Противник Резултат | Противник Резултат         | Противник Резултат | Противник Резултат | Противник Резултат | Противник Резултат | Пласман     | Детаљи |
| ------------- | ------------------ | ------------------ | -------------------------- | ------------------ | ------------------ | ------------------ | ------------------ | ----------- | ------ |
| Роланд Шлосер | флорет појединачно |                    | Леј Шенг (CHN) · Пор. 9–15 | Није се пласирао   | Није се пласирао   | Није се пласирао   | Није се пласирао   | 26 / 38     |        |

### Модерни петобој
На овим играма први пут су комбиноване дисциплине модерног петобоја односно трчање и стрељаштво. Такмичари су након сваког од три круга гађања трчали по један километар. У сваком од три круга, такмичари су пуцали пет хитаца, уз пуњење оружја после сваког хица, а након тога су могли да наставе трчање. Промашаји нису кажњавани, али је прекорачење предвиђеног времена за гађање кажњавано са додатних седамдесет секунди.
Мушкарци
| Такмичар      | Мачевање | Мачевање | Мачевање | Пливање   | Пливање | Пливање | Коњички спорт | Коњички спорт | Коњички спорт | Стрељаштво Атлетика | Стрељаштво Атлетика | Стрељаштво Атлетика | Укупно бодова | Пласман | Детаљи |
| Такмичар      | Резултат | Место    | Бодови   | Поб./Пор. | Место   | Бодови  | Резултат      | Место         | Бодови        | Резултат            | Место               | Бодови              | Укупно бодова | Пласман | Детаљи |
| ------------- | -------- | -------- | -------- | --------- | ------- | ------- | ------------- | ------------- | ------------- | ------------------- | ------------------- | ------------------- | ------------- | ------- | ------ |
| Томас Данијел | 17–18    | =13      | 808      | 2:09,23   | 25      | 1252    | 20            | 5             | 1180          | 10:24,02            | 3                   | 2504                | 5744          | 6 / 36  |        |

### Одбојка на песку
| Одбојкаши                       | Дисциплина | Квалификације | Пласман      | Осмина финала                                             | Четвртфинале                                  | Полуфинале         | Финалеl / БМ       | Финалеl / БМ | Детаљи |
| Одбојкаши                       | Дисциплина | Противник Резултат | Пласман      | Противник Резултат                                        | Противник Резултат                            | Противник Резултат | Противник Резултат | Пласман      | Детаљи |
| ------------------------------- | ---------- | --- | ------------ | --------------------------------------------------------- | --------------------------------------------- | ------------------ | ------------------ | ------------ | ------ |
| Клеменс Доплер Александре Хорст | Мушкарци   | Група А · Alison – Emanuel (BRA) · Пор. 1:2 (21:19, 17:21, 14:16) · Лупо – Николаји (ITA) · Поб 2:0 (21:18, 21:17) · Балагуарда – Хојшер (SUI) · Пор. 0:2 (22:24, 12:21)                                                                                         | 4 у гр. А    | Нису се пласаирали                                        | Нису се пласаирали                            | Нису се пласаирали | Нису се пласаирали | =19/24       |        |
| Дорис Швајгер Штефани Швајгер   | Жене       | Група Ц · Колоцова – Слукова (CZE) · Пор 1:2 (21:10, 13:21, 13:15) · Кук – Hinchley (AUS) · Поб 2:1 (18:21, 22:20, 15:10) · May-Treanor – Walsh Jennings (USA) · Пор. 1:2 (21:17, 8:21, 10:15) · Lucky Losers · Dampney – Mullin (GBR) · Поб. 2:0 (21:15, 21:12) | 3 у гр. Ц КВ | Васина – · Возакова (RUS) · Поб. 2:1 (21:17, 16:21, 15:9) | Xue – · Zhang (CHN) · Пор. 0:2 (18:21, 11:21) | Нису се пласаирале | Нису се пласаирале | =5/24        |        |

### Пливање
Мушкарци
| Пливач                                                       | Дисциплина       | Група   | Група         | Полуфинале                               | Полуфинале                               | Финале                                   | Финале                                   | Детаљи |
| Пливач                                                       | Дисциплина       | Време   | Пласман       | Време                                    | Пласман                                  | Време                                    | Пласман                                  | Детаљи |
| ------------------------------------------------------------ | ---------------- | ------- | ------------- | ---------------------------------------- | ---------------------------------------- | ---------------------------------------- | ---------------------------------------- | ------ |
| Давид Брандл                                                 | 200 м слободно   | 1:49,00 | 5 у гр 3      | Није се квалификовао                     | Није се квалификовао                     | Није се квалификовао                     | =27 /41                                  |        |
| Динко Јукић                                                  | 100 м делфин     | 52,22   | 2. у гр. 3 КВ | 51,99                                    | 6. у пф. 2                               | Није се квалификовао                     | 9/42                                     |        |
| Динко Јукић                                                  | 200 м делфин     | 1:54,79 | 1. у гр. 5 КВ | 1:54,95                                  | 2. у пф. 2 КВ                            | 1:54,35 НР                               | 4 / 37                                   |        |
| Хунор Мате                                                   | 200 м прсно      | 2:15,98 | 5. у гр. 2    | Није се квалификовао                     | Није се квалификовао                     | Није се квалификовао                     | 29/34                                    |        |
| Маркус Роган                                                 | 200 м мешовито   | 1:58,66 | 3. у гр. 4 КВ | Дисквалификован због грешке при окретању | Дисквалификован због грешке при окретању | Дисквалификован због грешке при окретању | Дисквалификован због грешке при окретању |        |
| Себастијан Штос                                              | 200 м леђно      | 2:02,91 | 2. у гр. 1    | Није се квалификовао                     | Није се квалификовао                     | Није се квалификовао                     | 34/35                                    |        |
| Давид Брандл Флоријан Јаништин Маркус Роган Кристијан Шерибл | 4 х 200 слободно | 7:17,94 | 8. у гр. 2    |                                          |                                          | Нису се квалификовали                    | 16 /16                                   | ,      |

Жене
| Пливач           | Дисциплина     | Група   | Група      | Полуфинале            | Полуфинале            | Финале                | Финале  | Детаљи         |
| Пливач           | Дисциплина     | Време   | Пласман    | Време                 | Пласман               | Време                 | Пласман | Детаљи         |
| ---------------- | -------------- | ------- | ---------- | --------------------- | --------------------- | --------------------- | ------- | -------------- |
| Нина Дитрих      | 800 м слободно | 8:45,41 | 5. у гр. 2 |                       |                       | Није се квалификовала | 28 /36  | ,              |
| Бригит Кошишек   | 100 м делфин   | 1:00,54 | 8. у гр. 3 | Није се квалификовала | Није се квалификовала | Није се квалификовала | 37/42   | [ мртва веза ] |
| Јердис Штајнегер | 200 м слободно | 2:02,39 | 6. у гр. 2 | Није се квалификовала | Није се квалификовала | Није се квалификовала | 29/37   |                |
| Јердис Штајнегер | 400 м мешовито | 4:45,80 | 8. у гр. 4 |                       |                       | Није се квалификовала | 23 /36  | ,              |
| Лиза Цајзер      | 200 м мешовито | 2:14:56 | 2. у гр. 2 | Није се квалификовала | Није се квалификовала | Није се квалификовала | 19/34   |                |

### Ритмичка гимнастика
| Гимнастичарка | Дисциплина  | Квалификације | Квалификације | Квалификације | Квалификације | Квалификације | Квалификације | Финали            | Финали            | Финали            | Финали            | Финали            | Финали | Детаљи |
| Гимнастичарка | Дисциплина  | Вијача        | Обруч         | Чуњеви        | Трака         | Укупно        | Место         | Вијача            | Обруч             | Чуњеви            | Трака             | Укупно            | Место  | Детаљи |
| ------------- | ----------- | ------------- | ------------- | ------------- | ------------- | ------------- | ------------- | ----------------- | ----------------- | ----------------- | ----------------- | ----------------- | ------ | ------ |
| Каролин Вебер | појединачно | 25,950        | 25,925        | 26,725        | 26,350        | 104,950       | 18            | Није се пласирала | Није се пласирала | Није се пласирала | Није се пласирала | Није се пласирала | 18 /24 |        |

### Рвање
Мушкарци грчко-римски стил
| Рвач             | Дисциплина | Квалификација            | Осминафинала                | Четвртфинале       | Полуфинале         | Репасаж 1          | Репасаж 2          | Финале / БМ        | Финале / БМ | Детаљи |
| Рвач             | Дисциплина | Противник Резултат       | Противник Резултат          | Противник Резултат | Противник Резултат | Противник Резултат | Противник Резултат | Противник Резултат | Место       | Детаљи |
| ---------------- | ---------- | ------------------------ | --------------------------- | ------------------ | ------------------ | ------------------ | ------------------ | ------------------ | ----------- | ------ |
| Амер Хрустановић | −84 кг     | Lee S-Y (KOR) · Поб. 3–0 | Јаниковски (POL) · Пор. 0–5 | Није се пласирао   | Није се пласирао   | Није се пласирао   | Није се пласирао   | Није се пласирао   | 10 / 20     |        |

### Синхроно пливање
| Такмичарке               | Дисц.  | Обавезни састав | Обавезни састав | Слободни састав (квалификације) | Слободни састав (квалификације) | Слободни састав (квалификације) | Слободни састав (финале) | Слободни састав (финале)     | Слободни састав (финале) | Детаљи |
| Такмичарке               | Дисц.  | Бодови          | Место           | Бодови                          | Укупно (обавезно + слободно)    | Место                           | Бодови                   | Укупно (обавезно + слободно) | Место                    | Детаљи |
| ------------------------ | ------ | --------------- | --------------- | ------------------------------- | ------------------------------- | ------------------------------- | ------------------------ | ---------------------------- | ------------------------ | ------ |
| Надин Брандл Ливија Ланг | Парови | 82,000          | 19              | 81,850                          | 163,850                         | 20                              | Нису се пласирале        | Нису се пласирале            | 19/24                    |        |

### Стони тенис
Аустрија је имала шест представника који су се квалификовали за такмичења у стоном тенису. Квалификовао се на основу места на светској ранг листи дана 16. маја 2011. у појединачној конкуренцији.

#### Мушкарци
| Такмичар                                 | Дисциплина  | Квал.      | 1. коло    | 2. коло                   | 3. коло                 | 4. коло                  | Четвртфин.           | Полуфин.              | Финале                | Детаљи |
| Такмичар                                 | Дисциплина  | Прот. Рез. | Прот. Рез. | Противник Резултат        | Противник Резултат      | Противник Резултат       | Прот. Рез.           | Прот. Рез.            | Прот. Рез.            | Детаљи |
| ---------------------------------------- | ----------- | ---------- | ---------- | ------------------------- | ----------------------- | ------------------------ | -------------------- | --------------------- | --------------------- | ------ |
| Weixing Chen                             | појединачно | Слободан   | Слободан   | Дидук (UKR) · Поб. 4:0    | Матане (FRA) · Поб. 4:0 | Овчаров (GER) · Пор. 0:4 | Није се квалификовао | Није се квалификовао  | Није се квалификовао  |        |
| Вернер Шлагер                            | појединачно | Слободан   | Слободан   | Бобочика (ITA) · Поб. 4:2 | Ванг (CHN) · Пор. 1:4   | Није се квалификовао     | Није се квалификовао | Није се квалификовао  | Није се квалификовао  |        |
| Weixing Chen Роберт Гардос Вернер Шлагер | екипно      |            |            |                           |                         | Египат · Поб. 3:0        | Немачка} · Пор. 0:3  | Нису се квалификовали | Нису се квалификовали |        |

#### Жене
| Такмичар                         | Дисциплина  | Квал.      | 1. коло    | 2. коло                    | 3. коло                   | 4. коло               | Четвртфин.            | Полуфин.              | Финале                | Детаљи |
| Такмичар                         | Дисциплина  | Прот. Рез. | Прот. Рез. | Противник Резултат         | Противник Резултат        | Противник Резултат    | Прот. Рез.            | Прот. Рез.            | Прот. Рез.            | Детаљи |
| -------------------------------- | ----------- | ---------- | ---------- | -------------------------- | ------------------------- | --------------------- | --------------------- | --------------------- | --------------------- | ------ |
| Jia Liu                          | појединачно | Слободна   | Слободна   | Привалова (BLR) · Поб. 4:2 | Kyung-Ah (KOR) · Пор. 1:4 | Није се квалификовала | Није се квалификовала | Није се квалификовала | Није се квалификовала |        |
| Li Qianbing                      | појединачно | Слободна   | Слободна   | Zhang (CAN) · Поб. 4:0     | Ишикава (JPN) · Пор. 2:4  | Није се квалификовале | Није се квалификовале | Није се квалификовале | Није се квалификовале |        |
| Jia Liu Li Qianbing Amelie Solja | екипно      |            |            |                            |                           | Хонгконг · Пор. 1:3   | Нису се квалификовали | Нису се квалификовали | Нису се квалификовали |        |

### Стрељаштво
;Мушкарци
| Стрелац          | Дисциплина           | Квалификације      | Квалификације | Финале           | Финале           | Пласман | Детаљи |
| Стрелац          | Дисциплина           | Резултат           | Пласман       | Резултат         | Укупно           | Пласман | Детаљи |
| ---------------- | -------------------- | ------------------ | ------------- | ---------------- | ---------------- | ------- | ------ |
| Томас Фарник     | МК пушка тростав 50м | 1167 (394+382+391) | 12.           | Није се пласирао | Није се пласирао | 12./41  |        |
| Томас Фарник     | 50 м лежећи став     | 592                | 27.           | Није се пласирао | Није се пласирао | 27./50  |        |
| Томас Фарник     | 10 м ваздушна пушка  | 591                | 28.           | Није се пласирао | Није се пласирао | 28./47  |        |
| Кристијан Планер | 50 м лежећи став     | 592                | 23.           | Није се пласирао | Није се пласирао | 23./50  |        |
| Андреас Шерауфер | трап                 | 119                | 17.           | Није се пласирао | Није се пласирао | 17./34  |        |

Жене
| Стрелац           | Дисциплина            | Квалификације     | Квалификације | Финале            | Финале            | Пласман | Детаљи |
| Стрелац           | Дисциплина            | Резултат          | Пласман       | Резултат          | Укупно            | Пласман | Детаљи |
| ----------------- | --------------------- | ----------------- | ------------- | ----------------- | ----------------- | ------- | ------ |
| Штефани Обермозер | МК пушка тростав 50 м | 573 (196+188+189) | 37.           | Није се пласирала | Није се пласирала | 37./47  |        |
| Штефани Обермозер | ваз. пушка 10 м       | 395               | 19            | Није се пласирала | Није се пласирала | 19./56  |        |

### Тенис
Мушкарци
| Тенисер                       | Дисциплина  | 1. коло                   | 2. коло                                         | 3. коло                                     | Четвртфинале         | Полуфинале           | Финале               | Финале               | Детаљи |
| Тенисер                       | Дисциплина  | Противник Резултат        | Противник Резултат                              | Противник Резултат                          | Противник Резултат   | Противник Резултат   | Противник Резултат   | Пласман              | Детаљи |
| ----------------------------- | ----------- | ------------------------- | ----------------------------------------------- | ------------------------------------------- | -------------------- | -------------------- | -------------------- | -------------------- | ------ |
| Јирген Мелцер                 | Појединачно | Чилић (CRO) Пор. 6:7, 2:6 | Није се квалификовао                            | Није се квалификовао                        | Није се квалификовао | Није се квалификовао | Није се квалификовао | Није се квалификовао |        |
| Јирген Мелцер Александер Пеја | Слободни    | Парови                    | Е. Мари / · Џерми Мари (GBR) Поб. 5:7, 7:6, 7:5 | Ферер / · Лопез (ESP) · Пор. 3:6, 6:3, 9:11 | Није се квалификовао | Није се квалификовао | Није се квалификовао |                      |        |

Жене
| Тенисерка    | Дисциплина  | 1. коло                  | 2. коло               | 3. коло               | Четвртфинале          | Полуфинале            | Финале                | Финале                | Детаљи |
| Тенисерка    | Дисциплина  | Противница Резултат      | Противница Резултат   | Противница Резултат   | Противница Резултат   | Противница Резултат   | Противница Резултат   | Пласман               | Детаљи |
| ------------ | ----------- | ------------------------ | --------------------- | --------------------- | --------------------- | --------------------- | --------------------- | --------------------- | ------ |
| Тамира Пашек | Појединачно | Корне (FRA) Пор. 6:7 4:6 | Није се квалификовала | Није се квалификовала | Није се квалификовала | Није се квалификовала | Није се квалификовала | Није се квалификовала |        |

### Триатлон
Мушкарци
| Триатлонац       | Дисциплина  | Пливање (1,5 км) | Место      | Бицикло (40 км) | Место      | Трчање (10 км) | Место      | Укупно  | Пласман | Детаљи |
| ---------------- | ----------- | ---------------- | ---------- | --------------- | ---------- | -------------- | ---------- | ------- | ------- | ------ |
| Андреас Гиглмајр | Појединачно | 18:57            | 51 (+2:01) | 58:45           | 40 (+0:28) | 32:21          | 37 (+3,14) | 1:51:14 | 40 /55  |        |

Жене
| Триатлонка    | Дисциплина  | Пливање (1,5 км) | Место | Бицикло (40 км) | Место | Трчање (10 км) | Место | Укупно  | Пласман | Детаљи |
| ------------- | ----------- | ---------------- | ----- | --------------- | ----- | -------------- | ----- | ------- | ------- | ------ |
| Лиза Пертерер | Појединачно | 20:17            | 52    | 1:10:12         | 42    | 37:23          | 40    | 2:09:12 | 48 /55  |        |

### Џудо
| Мушкарци         |         |                               |                                    |                                   |                                  |                                     |                   |                   |                   |                   |                   |  |
| Лудвиг Пајшер    | − 60 кг | Gnahoui · Бенин · Поб 100–000 | Собиров · Узбекистан · Пор 000–021 | Није се пласирао                  | Није се пласирао                 | Није се пласирао                    | Није се пласирао  | Није се пласирао  | Није се пласирао  | Није се пласирао  | Није се пласирао  |  |
| Жене             |         |                               |                                    |                                   |                                  |                                     |                   |                   |                   |                   |                   |  |
| Забрина Фицмозер | − 57 кг |                               | Melançon · Канада · Поб 100–010    | Diédhiou · Сенегал · Поб 100–000  | Pavia · Француска · Пор. 000–003 | Квинтавале · Италија · Пор. 000–100 | Није се пласирала | Није се пласирала | Није се пласирала | Није се пласирала | Није се пласирала |  |
| Хилде Дрекслер   | − 63 кг |                               | Zouak · Мароко · Поб 011-000       | Шлезингер · Израел · Пор. 000-001 | Није се пласирала                | Није се пласирала                   | Није се пласирала | Није се пласирала | Није се пласирала | Није се пласирала | Није се пласирала |  |